# Marcin de Porrès
Marcin de Porrès OP (ur. 9 grudnia 1579 w Limie w Peru, zm. 3 listopada 1639 tamże) – święty Kościoła katolickiego, peruwiański dominikanin, brat zakonny, mistyk.

## Życiorys
Marcin był synem Jana de Porrès, zubożałego rycerza hiszpańskiego z Burgos  i Anny Velazquez, wyzwolonej Afrykanki z Panamy. Rodzice żyli w konkubinacie. Dwa lata później, w 1581 r. urodziła się Marcinowi siostra Juana. Niedługo po jej urodzeniu, ojciec został służbowo przeniesiony do Guayaquil. Dzieci wychowywały się pod opieką matki. Ojciec wziął je na parę lat do siebie. Gdy miał 12 lat Marcin zaczął praktykować u cyrulika, który wykonywał też proste zabiegi medyczne i chirurgiczne. Trzy lata później piętnastoletni Marcin przyłączył się do zakonu dominikanów, na początku jako swego rodzaju wolontariusz. Z racji pochodzenia swej matki, według prawa kolonialnego nie mógł zostać przyjęty jako profes. Był człowiekiem skromnym, z pokorą i pogodą przyjmował rasistowskie reakcje niektórych swoich braci, w pierwszym okresie nazywających go czasem mianem „psa mulata” (por. Domini canes, psy Pańskie). Po latach, być może dzięki interwencji swego ojca, dopuszczono go do złożenia ślubów zakonnych jako brat kooperator (bez sakramentu święceń), pracował jako ogrodnik, fryzjer i jałmużnik klasztoru w Limie.
Był szanowany i podziwiany przez ludzi wszystkich klas i zawodów. Członkowie jego wspólnoty nazywali Marcina „ojcem dobroczynności”. W ciągu życia doświadczał ekstaz i różnych nadprzyrodzonych darów, np. uzdrawiania. Po śmierci odnotowano liczne cuda przy jego grobie, a jego ciało ekshumowane po 25 latach okazało się nietknięte i wydawało piękny zapach.

## Działalność
Założył sierociniec w Limie. Pielęgnował chorych, opiekował się ludźmi dotkniętymi zarazą i biednymi, bez względu na ich kolor skóry. Jednak szczególnie przejmował się losem czarnych niewolników. W domu swojej siostry umieszczał chorych ubogich, których nie mógł przyjąć w klasztorze.

## W kulturze
Powstał szereg obrazów filmowych, ukazujących życie świętego:
- Fray Escoba, produkcji hiszpańskiej z 1961, w reżyserii Ramóna Torrado, z René Muñozem w roli głównej
- San Martín de Porres, serial produkcji meksykańskiej z 1964, w reżyserii Antulio Jiméneza Ponsy, z René Muñozem w roli świętego
- Un mulato llamado Martín, produkcji meksykańskiej z 1975, w reżyserii Tito Davisona, z René Muñozem w roli głównej
- El cielo es para todos, serial meksykański z 1979, w reżyserii Ricardo Blume, z René Muñozem w roli głównej
- Fray Martin de Porres, serial meksykański z 2007, w reżyserii Raymundo Calixto, z Pedrem Telémaco w roli świętego

## Patronat
Marcin de Porrès jest patronem sprawiedliwości społecznej, edukacji państwowej w Peru, peruwiańskiej telewizji publicznej, zdrowia publicznego tamże i ludzi rasy mieszanej, a także Światowych Dni Młodzieży w Panamie 2019.

## Atrybuty
Atrybutami świętego są: pies, kot, ptak, mysz jedzące razem z tego samego naczynia, miotła, krucyfiks, różaniec i serce.

## Beatyfikacja i kanonizacja
Marcin został beatyfikowany przez papieża Grzegorza XVI w 1837. Kanonizował go w 1962 roku papież Jan XXIII. Równocześnie ogłoszono go patronem zgody na tle rasowym.

## Dzień obchodów
Wspomnienie św. Marcina de Porrès w Kościele katolickim obchodzone jest w dies natalis (3 listopada).